# 4e régiment d'artillerie (France)
Pour les articles homonymes, voir 4e régiment d'artillerie.
Le 4e régiment d'artillerie (4e RA) (également appelé 4e régiment d'artillerie à pied) est un régiment d'artillerie de l'Armée de terre française créé sous la Révolution à partir du régiment de Grenoble artillerie un régiment français d'Ancien Régime.

Actuellement[Quand ?] dissout, il était l'un des cinq régiments d'artillerie français équipés de missiles nucléaires pré-stratégiques Pluton, alors qu'il était stationné à Laon-Couvron depuis juillet 1976 au début des années 1990.

## Création et différentes dénominations
- 1791 : 4e régiment d'artillerie
- 1794 : 4e régiment d'artillerie à pied
- 1815 : Licencié
- 1816 : régiment d'Auxonne
- 1820 : 4e régiment d'artillerie à pied
- 1829 : 4e régiment d'artillerie
- 1854 : 4e régiment d'artillerie à pied
- 1867 : 4e régiment d'artillerie montée
- 1872 : 4e régiment d'artillerie

## Colonels et chefs de corps
- 1er avril 1791 : Isaac Jacques de Lard de Campagnol
- mars 1793 : N. Dujard
- 1799 : Pierre de Niger
- 28 novembre 1800 : Nicolas Ferveur
- 17 novembre 1801 : Jean-Baptiste Buchet
- 30 septembre 1802 : Charles-Étienne-François Ruty
- 1806 : Chrétien François Antoine Faure de Gière
- 12 novembre 1807 : Jean-Jacques Desvaux
- 5 octobre 1809 : Armand Joseph Henri Digeon
- avril 1811 : François Bernard de Mongenet
- 8 janvier 1814 : Joseph Ravicchio de Péresdorf[1]
- 21 juin 1814 : Claude Joseph Antoine Gérin
- 11 avril 1816 : Jean Dominique Scheille
- 16 février 1825 : Pierre Jean Louis Victor Farjon
- 21 avril 1827 : François Louis Husson
- 6 octobre 1830 : Claude Antoine Charpentier
- 28 mai 1833 : Claude-Nicolas Vaudrey[2]
- 14 novembre 1836 : Augustin Charles Legendre[3]
- 20 avril 1844 : François Fortuné Pérignon
- 9 novembre 1848 : Georges Rudler
- 26 avril 1850 : Nicolas François Joseph Pariset
- 6 mai 1853 : Adolphe de Malus
- 20 mais 1891 - 9 octobre 1894 : colonel Hippolyte Langlois ;
- 26 septembre 1905 - 3 mars 1908 : colonel Marie Joseph Chatelain ;
- 24 juin 1912 - 1913 : colonel Robert Nivelle ;
- 23 décembre 1913 - 9 septembre 1914 : colonel Alphonse Nudant ;
- 1er novembre 1914 - 23 juin 1916 : colonel Marchal ;
- 1917 - 1918 : lieutenant-colonel Pujo ;
- 1920 - 1921 : colonel Tricaud de la Goutte[2] ;
- 1980 -1982 : colonel Charlet[2] ;
- 1982 - 1984 : colonel de Chergé[2] ;
- 1984 - 1986: colonel Lhuissier
- 1989 1990 Colonel Jacques Millo
- 1990 - 1992 : colonel Winter[2] ;
- 1992 -1993 : colonel Gourbeault[2].

## Historique des garnisons, combats et batailles du4eRA

### Guerres de la Révolution et de l'Empire
La Révolution supprime les dénominations de l'ancien régime, les régiments sont numérotés. Le no 4 est attribué en fonction de son ancienneté. 

Le régiment de Grenoble artillerie devenu 4e régiment d'artillerie à la réorganisation du corps effectuée le 1er avril 1791, il arrive à Valence et est rejoint par Napoléon Bonaparte devenu 1er lieutenant, qui est classé à la 1re compagnie de canonniers du capitaine de La Catonne, du 2e bataillon. Le régiment comptait alors dans ses rangs une pléiade de jeunes officiers que l'émigration et plus tard le souvenir de Napoléon allait porter aux premiers rangs de l'artillerie : les lieutenants Villantroys, Pernety, d'Anthouard, Songis, Taviel, des deux frères Laurent et François Dedon, Faultrier, Savournin et Vaubois.
En 1792, un détachement du régiment est envoyé dans le Vercors pour réprimer l’agitation des paysans. Les artilleurs fraternisent avec la garde nationale, qui elle-même soutenait les insurgés.
Peu de temps après son arrivée à Valence, Bonaparte partit avec sa compagnie pour se rendre à Perpignan, et ce fut là qu'il reçut son brevet de capitaine, daté du 6 février 1792. Il est alors classé comme capitaine en second à la compagnie La Pujade qui stationnait à Grenoble et qui a fait partie de l'armée des Alpes. Le capitaine Bonaparte, qui n'avait rien à faire à Grenoble et qui était dévoré du besoin d'agir, se fait détacher en Corse pour commander un bataillon de volontaires de son île natale. Après la trahison de Paoli, qui livra la Corse aux Anglais en juin 1793, Bonaparte joignit sa compagnie qui se rendit bientôt devant Toulon. Nommé capitaine commandant le 1er juillet 1793, chef de bataillon le 19 octobre 1793, général de brigade le 6 février 1794 et général de division le 14 octobre 1795.
Voici les emplacements des compagnies du 4e d'artillerie au 8 janvier 1793 : 
- 1re compagnie à l'armée des Alpes
- 2e compagnie à l'armée des Alpes
- 3e compagnie à l'armée du Midi
- 4e compagnie à l'armée du Midi
- 5e compagnie à l'armée du Midi
- 6e compagnie à l'armée des Alpes
- 7e compagnie en Corse
- 8e compagnie à l'armée des Alpes
- 9e compagnie à l'armée des Alpes
- 10e compagnie à l'armée des Alpes
- 11e compagnie à Perpignan
- 12e compagnie à Perpignan
- 13e compagnie à l'armée des Alpes
- 14e compagnie à l'armée du Midi
- 15e compagnie à Grenoble, Embrun et Mont-Dauphin
- 16e compagnie à l'armée des Alpes
- 17e compagnie à Briançon
- 18e compagnie en Corse
- 19e compagnie à l'armée des Alpes
- 20e compagnie à l'armée des Alpes

Le 4e régiment d'artillerie à pied fait les campagnes de la Révolution sur les Alpes, les Pyrénées et en Corse.

Quelques-unes de ses compagnies étaient au siège de Lyon, et la plupart se sont trouvées réunies devant Toulon, par suite de l'arrivée devant cette place des deux armées des Alpes et du Midi. Il est naturel que le général Bonaparte s'en soit souvenu. C'est devant Toulon et parmi les officiers du 4e RA qu'il avait rencontré Vaubois, Dommartin, Duroc et Muiron, ses compagnons d'Italie et d'Égypte. Dommartin commandait la 17e compagnie d'artillerie légère attachée au 4e régiment d'artillerie, Muiron était premier lieutenant dans cette compagnie et Duroc second lieutenant.
- 1793 :
  - Armée d'Italie
  - Soulèvement de Lyon, Insurrections fédéralistes, Siège de Lyon
  - Siège de Toulon
- 1794 :
  - Bataille de Saorge
- 1795 :
  - Bataille de Loano
- 1796 : Campagne d'Italie (1796-1797)
  - Bataille de Montenotte
  - Bataille de Dego
  - Bataille de Millesimo
  - Bataille de Mondovi
  - Bataille de Lodi
  - Bataille de Lonato
  - Bataille de Castiglione
  - Bataille de Bassano
  - Bataille de Saint-Georges
  - Bataille d'Arcole
- 1797
  - Bataille de Rivoli
  - Bataille du Tagliamento

À la suite des premières victoires de l'armée d'Italie, le dépôt du 4e régiment d'artillerie est transporté à Milan. Ce dépôt est ensuite allé à Rennes, en octobre 1798, après avoir fourni à l'armée d'Orient une compagnie de son 1er bataillon et le 2e bataillon tout entier, et laissé à Toulon un dépôt spécial pour alimenter les 11 compagnies qui suivaient Bonaparte en Italie. En Orient, les compagnies combattent à Gaza et Jaffa.
- 1798 : Campagne d'Égypte
  - Malte
  - Bataille des Pyramides
  - Siège d'El Arish
  - Siège de Jaffa
  - Bataille du Mont-Thabor
  - Bataille d'Aboukir

La 3e compagnie, embarquée pour l'expédition d'Irlande est faite prisonnière au combat naval de l'île de Toraigh le 12 octobre 1798.
- 1799

Saint-Jean-d'Acre
- 1800
  - Bataille d'Héliopolis
- 1801 :
  - Siège du Caire
  - Siège d'Alexandrie

Le 1er mai 1800, la 3e compagnie est au Havre, la 5e compagnie à Cherbourg, les 7 autres à l'armée d'Italie.
- 1800 : Campagne d'Italie (1799-1800)
  - Bataille de Montebello
  - Bataille de Marengo

Le 30 septembre 1802, le dépôt revient à Grenoble avec les drapeaux. C'est là que rentrèrent successivement les compagnies de l'armée d'Orient, la 1re compagnie venant de Saint-Pierre-d'Arena, la 2e compagnie de La Spezia, la 6e compagnie venant de Tarente et un détachement qui était depuis longtemps en Corse. C'est de là aussi que partirent les 8e et 10e compagnies destinées à l'armée de Saint-Domingue et qui s'embarquèrent à Brest, la 8e compagnie sur l'Argonaute et la 10e compagnie sur le Mont-Blanc. La 9e compagnie se rendait dans le même temps à Toulon. Les 4e et 5e compagnies étaient à Calais, les 6e et 7e compagnies étaient à Gênes.
En septembre 1805, au moment où la Grande Armée allait fondre sur l'Autriche, le 4e régiment d'artillerie envoie 5 compagnies en Piémont, 1 compagnie en Corse et 4 compagnies en direction de Toulon. Le dépôt et 6 compagnies partent en avril 1806 de Grenoble pour aller à Alexandrie. Le colonel Ruty, appelé à l'armée d'Allemagne, est remplacé par le colonel Faure qui rejoint le dépôt à Vérone, où il s'était transporté.
- 1805 : Campagne d'Italie (1805)
  - Bataille de Caldiero

- 1808-1814 : Armée d'Espagne et de Portugal, Campagne de Napoléon Ier en Espagne, Guerre d'indépendance espagnole
  - 1808 : Siège de Roses
  - 1809 : Siège de Gérone
  - 1811 : Siège de Figuières

En mai 1808 le dépôt revient à Alexandrie, et il y reste jusqu'à la débâcle de 1814.
Pendant les années qui suivent, les compagnies du régiment sont partagées entre les armées d'Italie, d'Illyrie, de Catalogne et de Portugal.
La 5e compagnie est faite prisonnière à la Martinique en 1809.
- 1809 : Campagne d'Allemagne et d'Autriche
  - Bataille de Wagram

La 10e compagnie est presque entièrement détruite en 1810 dans les batteries de San Féliù. Elles furent reconstituées à Alexandrie.
- 1812 : Campagne de Russie
  - Bataille de la Moskova
  - Bataille de Krasnoï
  - Bataille de Maloïaroslavets
  - Bataille de la Bérézina

- 1813 : Campagne d'Allemagne
  - Bataille de Lützen
  - Bataille de Bautzen
  - Bataille de Dresde
  - Bataille de la Katzbach
  - Bataille de Kulm
  - 16-19 octobre : Bataille de Leipzig
  - Bataille de Hanau
  - Bataille de Caldiero (1813) (en)

Voici quelle était la position des compagnies à la date du 1er janvier 1814 :
- 1re compagnie à parc de la Grande Armée
- 2e compagnie à Mayence
- 3e compagnie à Portoferraio
- 4e compagnie à Alexandrie
- 5e compagnie au 1er corps de la Grande Armée
- 6e compagnie à Alexandrie
- 7e compagnie à Plaisance
- 8e compagnie au 3e corps de la Grande Armée
- 9e compagnie à Vérone
- 10e compagnie à Mayence
- 11e compagnie à Mayence
- 12e compagnie à Figueras
- 13e compagnie à Gérone
- 14e compagnie au 6e corps de la Grande Armée
- 15e compagnie au 3e corps de la Grande Armée
- 16e compagnie à Alexandrie
- 17e compagnie à Roses
- 18e compagnie à Mayence
- 19e compagnie à Vérone
- 20e compagnie à Alexandrie
- 21e compagnie au 1er corps de la Grande Armée
- 22e compagnie en Corse
- 23e compagnie à Alexandrie
- 24e compagnie à Mantoue
- 25e compagnie à Mayence
- 26e compagnie en Corse
- 27e compagnie à Alexandrie
- 28e compagnie à Alexandrie
- État-major et dépôt à Alexandrie

- 1814 :
  - Bataille du Mincio
  - Campagne de France
  - Bataille de Paris

Le régiment, ramené à Grenoble en mai 1814, y est reconstitué le 1er octobre par le général Pernety, sur le pied de 21 compagnies. Il reçoit cette époque la 2e compagnie de la vieille garde et 4 compagnies du 9e régiment à pied, d'origine hollandaise. À ce moment la 4e compagnie était bloquée dans Saarlouis.
D'après le rapport du colonel Gérin, du 26 juillet 1815, sur les événements, dont Grenoble fut le théâtre après le retour de Napoléon de l'île d'Elbe, la tenue du régiment aurait été militaire jusqu'à l'instant où les portes de la place furent ouvertes à l'Empereur par la population civile.
On avait appris le 3 mars, à Grenoble, le débarquement du bataillon de l'île d'Elbe au golfe Juan, et le 6 la marche du corps impérial sur Grenoble. 
Le général Bouchu fait alors mettre en batterie 50 pièces sur les remparts. Tout le régiment fut occupé à cette besogne, et l'armement était achevé le 7 au matin. 
C'est à 2 heures de l'après-midi de ce jour que le colonel de La Bédoyère enleva le 7e régiment d'infanterie de ligne qu'il commandait et disparut avec lui par la porte de Bonne restée ouverte. Le commandant supérieur songea alors, mais trop tard, à fermer la place. Le soir, le général Marchand donne l'ordre à la garnison de se rendre au fort Barraux. Le 4e d'artillerie sort de Grenoble à 9 heures, au moment même où l'Empereur y entrait. Il faisait nuit noire, le colonel Claude Joseph Antoine Gérin et le major Etchegoyen arrivèrent seuls au fort Barraux.
Pendant les Cent-Jours, le gros du régiment a fait partie de l'armée des Alpes.
- 1815 : 
  - Armée des Alpes
  - Campagne de Belgique
  - Bataille de Waterloo

Après Waterloo, les compagnies qui avaient été attachées depuis 1812 à la Grande armée s'étaient retirées à Bourges ; la 4e compagnie, débloquée à Saarlouis, était à Limoges où elle fut rejointe par le dépôt et par les compagnies de l'armée des Alpes. Le reste demeura dans les places où elles avaient été mises, la 1re et la 18e compagnie à Briançon, la 11e compagnie à l'île d'Elbe, les 15e et 21e compagnies en Corse, la 17e compagnie au fort Barraux et la 19e compagnie à Mont-Lyon. 
C'est dans ces positions qu'elles furent successivement licenciées par le général Charbonnel, du 21 octobre 1815 au 16 mars 1816. Le conseil d'administration n'a été dissous à Limoges qu'en mai 1816, le dépôt, envoyé à Auxonne, était arrivé le 11 avril dans cette place, fort de 6 officiers, 33 sous-officiers et 34 caporaux et canonniers.

### De 1815 à 1854
C'est donc à Auxonne que le régiment est reconstitué sous le titre de « régiment d'Auxonne », autour du dépôt de l'ancien et avec 2 compagnies et demie formées d'abord avec des hommes choisis qui avaient obtenu leur retour au corps. Celui-ci a été complété par le rappel des canonniers non libérables appartenant aux départements du Rhône, de la Côte-d'Or, du Doubs, de Saône-et-Loire et de l'Ain.

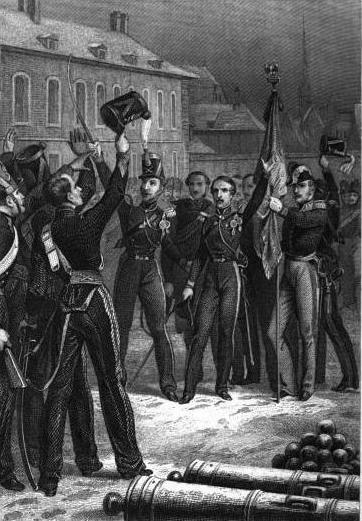
Représentation de la tentative de soulèvement du 4e RA à Strasbourg par Louis-Napoléon Bonaparte en 1836.

De 1816 à 1854, le régiment a parcouru les garnisons de Metz en 1821, de La Fère en 1826, de Rennes en 1831, de Strasbourg en 1835, de Douai en 1836, de La Fère en 1842, de Vincennes en 1844, de Lyon en 1847, de Grenoble en 1848 et de Toulouse en 1853.
En 1820 le « régiment d'Auxonne » prend le nom de « 4e régiment d'artillerie à pied ».
En 1829, il est reconstitué en régiment mixte, prenant le nom de « 4e régiment d'artillerie mixte », et conserve, outre son état-major, 14 de ses compagnies, et reçoit la 7e compagnie du 1er régiment d'artillerie à cheval et la 7e compagnie du 4e régiment d'artillerie à cheval, et verse 3 compagnies au nouveau 7e régiment d'artillerie mixte.

Toujours en 1829, il participe au combat de la Pointe-à-Larrée durant l'expédition de Madagascar.
En 1830, le « 4e régiment d'artillerie mixte » participe à l'expédition d'Alger et est engagé dans la prise du fort de l'Empereur, la prise d'Alger.
En 1834, il fournit 1 batterie montée et 2 batteries à pied pour la formation du 13e régiment d'artillerie mixte, et 1 montée à celle du 14e régiment d'artillerie mixte.
En 1836, le 4e RA alors caserné à Strasbourg participe à la tentative de soulèvement de Strasbourg de Louis-Napoléon Bonaparte le 30 octobre 1836.
En Algérie, les éléments du régiment participent à l'expédition de Constantine en 1837, à la prise de Djidjelli en 1839, à la bataille d'Isly en 1844 et à l'expédition de Laghouat, dans le sud de l'Algérie en 1848.
Le régiment rejoint Douai en 1864, La Fère en 1842, Vincennes en 1844, Lyon en 1847, Grenoble en 1848 puis Toulouse en 1849.

### Second Empire
Il était encore à Strasbourg en 1854, lorsqu'il fut atteint par la fâcheuse organisation qui marque cette année. Par des motifs absolument incompréhensibles, les vieilles traditions ont été brisées. La plupart des régiments changèrent de numéros, et le 3e régiment d'artillerie perdit le rang qu'il possédait depuis si longtemps. Il devint le 12e régiment d'artillerie.
Un nouveau régiment est créé de toutes pièces en 1854, et le titre de régiment à pied devenant le « 4e régiment d'artillerie à pied », à Strasbourg.
- 1854-1856 : Guerre de Crimée
  - Bataille de l'Alma
  - Siège de Sébastopol

En 1858 il est garnison à Metz, en 1863 à Grenoble et en 1866 à Bourges.
- 1859 : Campagne d'Italie

- 1863-1867 : Expédition du Mexique

- 1864:
  - Occupation de Rome
  - Expédition de Kabylie

En 1867, le régiment devient le « 4e régiment d'artillerie montée », qui rejoint Vincennes en 1869.
Au déclenchement de la guerre franco-prussienne de 1870, le 4e régiment d'artillerie montée mobilise 7 batteries. Les 5e, 6e et 8e batteries sont à la 1re division d'infanterie du 3e corps d'armée, les 9e, 11e et 12e batteries à la 2e division d'infanterie du 3e corps et la 4e batterie à la 1re division d'infanterie du 12e corps d'armée. La 1re batterie est une batterie de dépôt, qui mobilise les batteries 1 bis, 2 et 2 bis, équipées de canons de 12, pour le siège de Paris. Les batteries 4, 8 et 9 sont équipés de mitrailleuses,. À la bataille de Borny, la 9e batterie, commandée par le capitaine Bernadac, stoppe les Prussiens et inflige de lourdes pertes au 4e régiment d'infanterie prussien, comme le note le major Hoffbauer (de). La 8e batterie du capitaine Barbe est légèrement moins efficace à la bataille de Rezonville mais tue néanmoins le colonel du 40e régiment de fusiliers prussiens. À la bataille de Saint-Privat, cette batterie stoppe à nouveau les Prussiens mais doit se replier face aux tirs de contre-batterie de l'artillerie prussienne.

### De 1871 à 1914
Le 4e régiment d'artillerie était caserné à Besançon en 1913. Il était rattaché au 7e Corps d'Armée et à la 7e Brigade d'Artillerie.

### Première Guerre mondiale
En casernement à Remiremont et Besançon

#### Affectation
7e brigade d'artillerie, artillerie de la 41e division d'infanterie.
Composition : 3 groupes de 9 batteries de 75 (36 canons).

#### 1914
Le 31 juillet 1914 au matin, les unités casernées le long des frontières du Nord-Est reçoivent l'ordre d'établir une « couverture », prévue au plan XVII, afin de protéger les mouvements de troupes. L'extrémité droite de ce dispositif, couvrant les cols vosgiens méridionaux et la trouée de Belfort, est confiée au 7e corps (comprenant 120 canons des 4e, 5e et 47e RAC) renforcé par la 8e division de cavalerie (rajoutant douze pièces du 4e groupe à cheval du 4e RAC) et une batterie de 155 mm long du 9e RAP de Belfort.
Le 7 août, ces forces se portent en avant. Le jour même, le 4e RAC, qui sert d'artillerie divisionnaire à la 41e division (AD 41), ouvre le feu pour la première fois : après avoir passé les cols de Bussang et d'Oderen dès 4 h 30, le régiment envoie un de ses canons de 75 mm en appui de la tête de colonne, bloquée par des mitrailleuses allemandes à la sortie de Wesserling. Le tir des obus est efficace, se faisant à courte distance, en tir direct, si proche que les servants se font tirer dessus par les fantassins allemands.
Le 9 août, nouvel engagement : à Cernay, deux batteries du 3e groupe du 4e RAC en batterie sur le versant sud-est du contrefort vosgien (donc à contre-pente, en tir indirect) bloque avec leurs obus explosifs l'attaque allemande débouchant le matin de Wattwiller. Après l'évacuation de Cernay en début d'après-midi, la troisième batterie du groupe, établie en lisière nord du bois de Nonnenbruch, contrebat l'artillerie allemande déployée à l'est d'Uffholtz : « tir réglé 3000-3200 efficace. » Le 2e groupe du régiment est à Lutterbach, tirant là aussi sur l'infanterie allemande, mais subissant de nombreux tirs de contre-batterie bien dissimulée dans le bois :

« Observ. - Artie ennemi - bien cachée ; tir réglé au Télémètre ou d'après la carte ; extrêmement violent ; peu efficace. Eclatement trop hauts. - Mélange de shrapnels et de l'ex. - Artie française - Efficacité certaine du shrapnell et de l'explosif. Eclatements bas. Résultats puissants - Ht Moral de la Troupe. »

Le combat de Cernay se solde par la retraite française. À partir du 11, la division est sur la défensive le long de la frontière à l'est de Belfort. Le 12 au matin, une des batteries essuie encore quelques tirs de 105 mm allemand.

### Entre-deux-guerres
En 1924, le 4e régiment d'artillerie divisionnaire est rattaché au 7e corps d'armée et caserné à Besançon et Dôle. Il est alors le régiment d'artillerie divisionnaire de la 41e division d'infanterie.
Le 4 mai 1929, il est transféré de Dôle à Colmar (état-major et trois groupes de canons de 75) et Mulhouse (deux groupes de 155 C).

### Seconde Guerre mondiale
En 1939, le 4e régiment d'artillerie divisionnaire (RAD) est mis sur le pied de guerre au CMA 327 de Colmar. Régiment hippomobile, il est constitué d'une Batterie Hors Rang (BHR), de trois groupes de 75 mm et d'une batterie divisionnaire anti-chars (BDAC). Il appartient à la 14e division d'infanterie, dont le général Jean de Lattre de Tassigny prend le commandement, le 1er janvier 1940. Cette division combat à Rethel, du 15 mai au 15 juin, puis se replie en Champagne, puis sur l'Yonne.

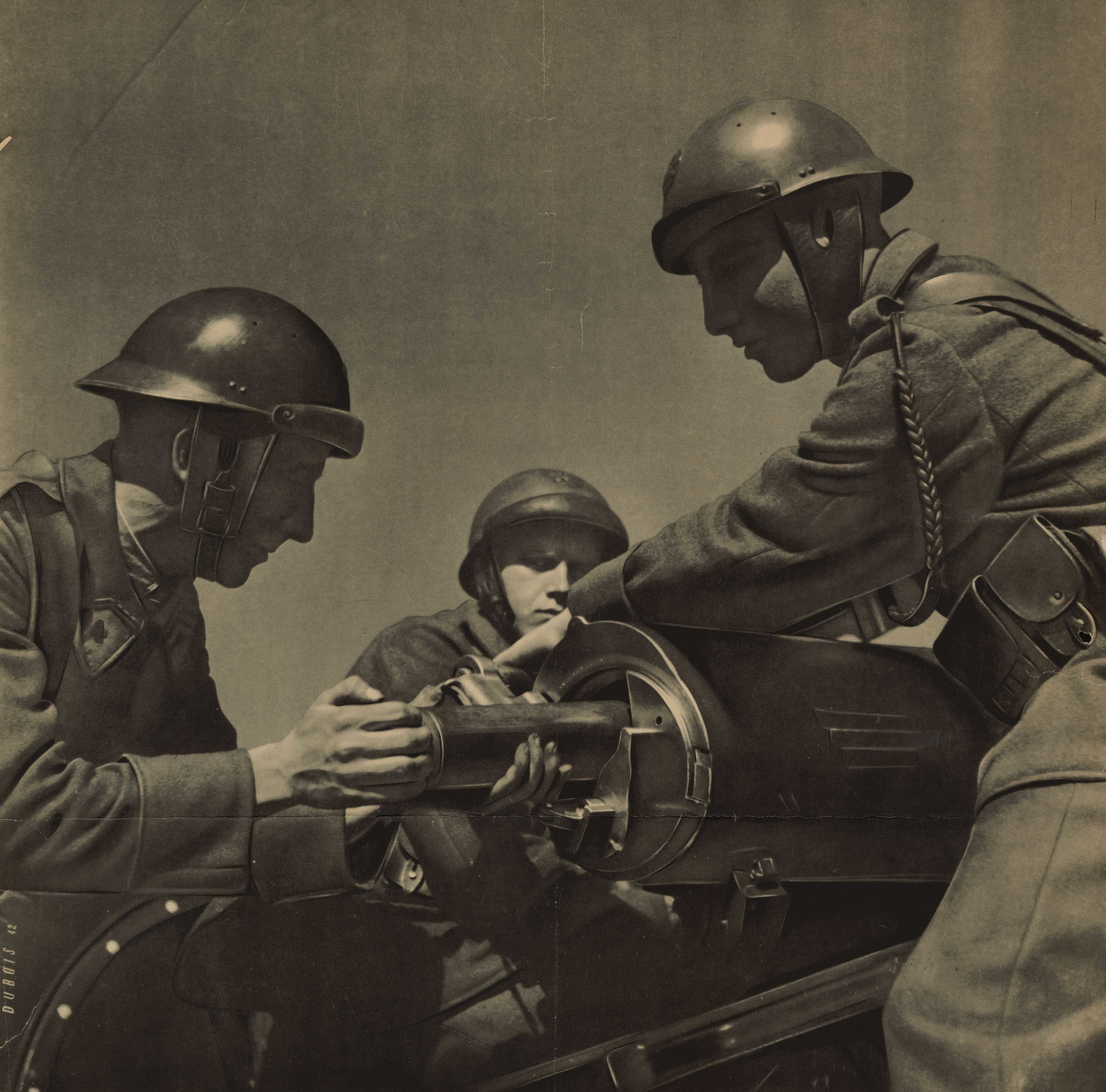
Artilleurs du 4e RA sous Vichy.

Le régiment continue d'exister dans l'Armée de Vichy. Avec trois groupes de canons de 75, il forme l'artillerie de la 13e division militaire. Dissout en 1942, le régiment est recréé en 1945.

### De 1945 à nos jours
Le 4e RA est dissout en 1948. Trois groupes (I, II et III/4e RA) sont recréés en 1954.
Les Ier et IIe groupes du 4e RA participent aux opérations préliminaires à l'indépendance de la Tunisie. Les Ier et IIIe groupes sont dissous en 1955. Le II/4e RA participe également à la Guerre d'Algérie. En 1961, ce dernier groupe, équipé avec des canons (et non comme unité d'infanterie de marche), est à Aïn Kerma (corps d'armée de Constantine). Le groupe est dissout en 1963.
En 1976, le 4e R.A. est recréé et devient l'un des cinq régiments d'artillerie doté du missile Pluton à charge nucléaire. Il a été dissous en 1993 à Couvron près de Laon dans l'Aisne. Il était installé depuis 1976 sur l'ancienne base aérienne de Laon-Couvron de l'OTAN.

## Étendard

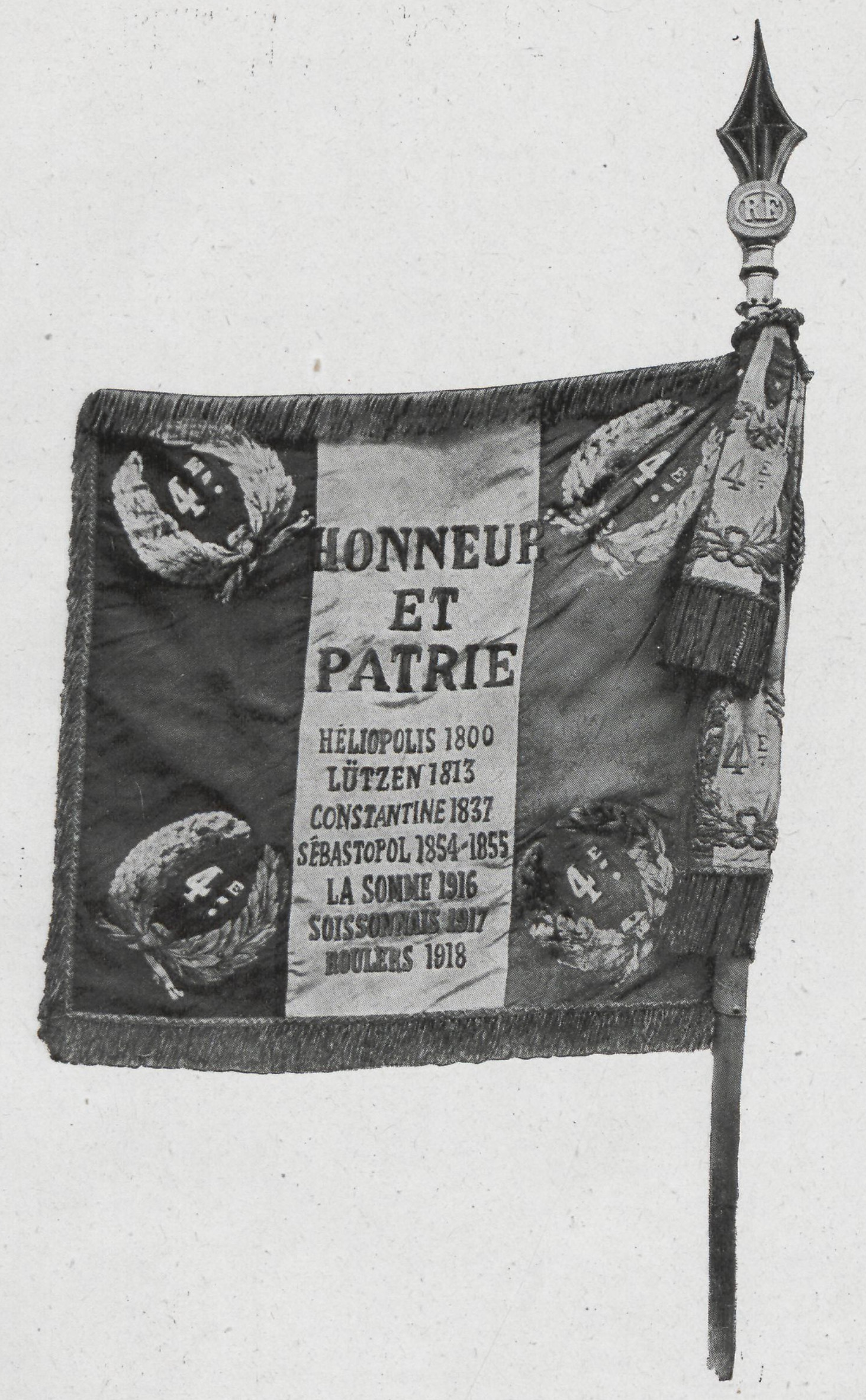
L'étendard du 4e régiment d'artillerie dans les années 1920.

Il porte, cousues en lettres d'or dans ses plis, les inscriptions suivantes, :
- Héliopolis 1800
- Lützen 1813
- Constantine 1837
- Sébastopol 1854-1855
- Somme 1916
- Soissonnais 1917
- Roulers 1918
- AFN 1952-1962

## Décorations
Le régiment a reçu deux citations à l'ordre de l'armée, le 1er et le 12 octobre 1918. Son étendard est donc décoré de la croix de guerre 1914-1918 avec deux palmes.

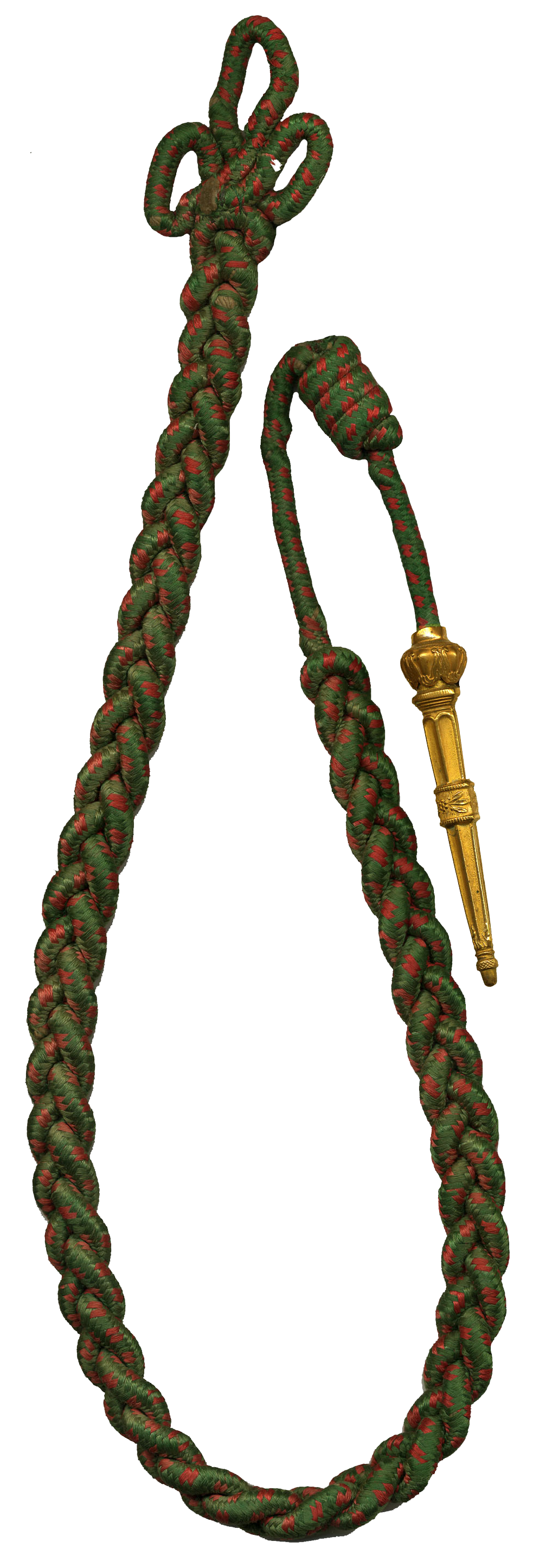
Fourragère aux couleurs du ruban de la Croix de guerre 1914-1918.

Les 4e, 36e et 234e régiments d’artillerie de campagne reçoivent la fourragère aux couleurs du ruban de la croix de guerre 1914-1918 le 4 octobre 1918.

## Traditions et uniformes

### Devise
ultima ratio regum

## Personnages célèbres ayant servi au4eRA
- Charles Nicolas d'Anthouard de Vraincourt, alors lieutenant
- Claude-Henri Belgrand de Vaubois, alors lieutenant
- François Berge alors capitaine de 2e classe.
- François-Paul Berthier, canonnier
- Napoléon Bonaparte, alors nommé capitaine commandant d'une compagnie de bombardiers
- Albert Chareyre, Compagnon de la Libération.
- Laurent Barnabé Dedon, alors lieutenant
- François Louis Dedon-Duclos, alors lieutenant
- François Claude Joachim Faultrier de l'Orme, alors lieutenant
- Paul Flandre, Compagnon de la Libération.
- Joseph Joffre alors sous-lieutenant
- Jacques Alexandre Law de Lauriston alors chef de brigade
- Joseph Marie de Pernety, alors lieutenant
- Claude-Victor Perrin, engagé à dix-sept ans, alors tambour au 4e RA.
- Jean-Baptiste Auguste Reynaud de Savournin, alors lieutenant
- Nicolas Marie Songis des Courbons, alors lieutenant
- Albert Louis Valentin Taviel, alors lieutenant
- Pierre Laurent de Villantroys, alors lieutenant
- Léon Zeller alors capitaine nommé au commandement du 2e groupe à Besançon

## Sources et bibliographie
- H. Kauffert : Historique de l'artillerie française
- Historique du 4e régiment d'artillerie de campagne, Besançon, A. Faivre, 1920, 24 p., lire en ligne sur Gallica.
- Louis Susane : Histoire de l'artillerie Française
- Pierre Montagnon : Histoire de l'armée française
- Lieutenant Clément : Historique du 4e régiment d'artillerie
- Historiques des corps de troupe de l'armée française (1569-1900)
- 4e Régiment d'Artillerie-á-Pied
- Maurice Loir, Au drapeau ! Récits militaires extraits des mémoires de G. Bussière et E. Legouis, du Cte de Ségur, du maréchal Masséna, du général Vte de Pelleport,... et des journaux, 1897, 312 p. (lire en ligne), p. 297 et suivantes